# Voltaj
Voltaj (перевод на рус. Напряжение) — румынская рок-группа, лауреаты «MTV Europe Music Awards 2005» в номинации «Лучший музыкальный коллектив Румынии». Представители Румынии на конкурсе Евровидение 2015. Заняли в финале 15 место.

## История
Группа была образована в 1982 в Бухаресте. Первоначально музыканты играли в стилях хард-рок, хэви-метал и спид-метал. В то время многие критики называли музыку Voltaj «опасной», а попытки играть метал в коммунистический период «излишне смелой затеей». Тем не менее, первая выпущенная ими песня «Nori de hârtie» (рус. Бумажные облака) становится настоящим хитом, а к девяностым годам исполнители стали очень популярными в своей стране. С течением времени музыкальный стиль группы постоянно менялся. К настоящему времени их композиции часто проигрывают в радио-эфирах, и сейчас в дискографии коллектива более десяти полноформатных альбомов.

## Состав
На протяжении существования коллектива его состав неоднократно менялся.

### Текущий состав
- Кэлин Гоя (вокал)
- Габи «Поркус» Константин (гитара)
- Адриан Кристеску (клавишные)
- Валериу «Прунус» Йонеску (бас-гитара)
- Оливер Стериан (ударные)

### Бывшие участники
Хронологически:
- Кристи Минкулеску (вокал)
- Адриан Илие (гитара)
- Дан Чимпоеру (бас-гитара)
- Хорациу Рад (бас-гитара)
- Никки Динеску (ударные)
- Габи Наку (гитара)
- Кристи Илие (вокал)
- Амедео Болохой (гитара)
- Дан Матееску (бас-гитара)
- Дору "M.S." Истудор (ударные)
- Богдан Кристя (вокал)
- Кристи Маринеску (гитара)
- Дору "Боро" Боробейкэ (бас-гитара)
- Мануэл Саву (гитара)
- Эуджен «Бребу» Сэлчану (клавишные)
- Флорин «Дог» Ионеску (ударные)
- Паул «Пампон» Някшу (ударные)
- Бобби «Бобицэ» Стойка (клавишные)

## Дискография

### Неизданные альбомы
Следующие альбомы были записаны в период с 1984 по 1993 и никогда официально не издавались.
- Arc peste timp
- Zi de zi
- Voi fi nou al tău
- În calea norilor
- Tu doar tu
- Alerg

### Изданные альбомы
- Pericol de moarte (1996)
- Risk Maxim 2 (1999)
- Bungee (2000)
- 3D (2001)
- 424 (2002)
- Povestea oricui (2004)
- Revelator (2006)
- V8 (2008)
- Dă vina pe Voltaj (2012)

### Синглы
- Asta-i viața (1999)
- …Tu (2002)
- Scrisoare (2002)
- Noapte bună (2003)
- Ultima secundă (2013)
- Meci de box (2014)
- De la capăt (2014)

### Сборники и компиляции
- Best of (2003)
- Integrala Voltaj (2005)